# 地獄之音
《地獄之音》（羅馬化：Suparburoot Jorm Jon: Maturot Lohgan），由Pordeecom Entertainment出品，潘丁·巴松杉帝執導，帕塔拉德·薩恩固安卡瓦迪與莫妲·娜琳叻領銜主演的泰國愛情劇。為《俠盜系列》（羅馬化：Suparburoot Suparburoot Jorm Jon）中的第二部，同时亦是《反叛之心》的續集。

## 劇情簡介
為了向父親證明自己，以便能夠領導下一次掠奪並實現計劃，土匪Seua Pha（帕塔拉德·薩恩固安卡瓦迪 飾）不得不開始與父親合夥搶劫，任務是從Thep（友薩瓦·塔瓦丕 飾）那裡竊取最有價值的財產。Thep是一名中尉，他不停地追捕強盜村莊，於是Seua Pha把中尉的未婚妻Nampeung（莫妲·娜琳叻 飾）帶到了他的父親面前，只為了讓父親為他和被綁架的Nampeung安排婚姻（這一切都是為了向鎮上所有的警察警告「不要擾亂他們的強盜巢穴」）。
帶著讓Nampueng懷孕，並在之後將她送回Thep身邊的任務，Seua Pha還必須與他的哥哥爭奪父親繼承人的頭銜，但是當Seua Pha愛上他的新婚妻子時，會發生什麼使他的人生出現轉變？
但愛情對強盜和千金小姐來說並不容易。

## 演員陣容

### 主演
- 帕塔拉德·薩恩固安卡瓦迪（Mike） 飾演 Pupa Suer Pha／Pasu Praphairi 中尉
- 莫妲·娜琳叻（Mookda） 飾演 M.L. Petch Nampeung（Nampeung）

### 配角
- 拉佩帕特·埃克潘庫爾（Nam） 飾演 Pajong
- 友薩瓦·塔瓦丕（Euro） 飾演 Paothep Pitaksakul 中尉（Thep）
- 潘荻拉·皮皮緹亞功（Minnie） 飾演 Ploy Namkang
- 查道·希提波爾（Film） 飾演 Phikun
- 普洛姆皮亞·通普塔拉克（Papang） 飾演 Kong
- 艾妮莎·努格拉哈（Sa） 飾演 Krachao
- 詩帕查娜妲·皮通（Winnie） 飾演 Saraphi
- Phutharit Prombandal（Wit） 飾演 Suer Phan

Suer Pha與Pajong的父親
- 萍潘·查拉詠辜普（Pym） 飾演 Lamjiak

Suer Pha的母親
- Trin Settachoke（Trin） 飾演 Chai Pisut Thada

Nampeung的父親
- 帕拉迪·尤帕薩克（Ple） 飾演 Ying Oraphinrampai

Nampeung的母親

## 劇集迴響
- 收視最低的集數以藍色表示，收視最高的集數以紅色表示，而空格 則表示該集的收視沒有相關資料。

### 泰國電視收視
| 集數               | 播出日期           | 全國收視率 | 來源  |
| ------------------ | ------------------ | ---------- | ----- |
| 1                  | 2019年9月27日      | 5.67       | [ 4 ] |
| 2                  | 2019年9月28日      | 5.46       | [ 4 ] |
| 3                  | 2019年9月29日      | 6.45       | [ 4 ] |
| 4                  | 2019年10月4日      | 6.19       | [ 4 ] |
| 5                  | 2019年10月5日      | 6.48       | [ 4 ] |
| 6                  | 2019年10月6日      | 7.20       | [ 4 ] |
| 7                  | 2019年10月11日     | 7.03       | [ 4 ] |
| 8                  | 2019年10月12日     | 7.28       | [ 4 ] |
| 9                  | 2019年10月13日     | 6.94       | [ 4 ] |
| 10                 | 2019年10月18日     | 6.86       | [ 4 ] |
| 11                 | 2019年10月19日     | 7.94       | [ 4 ] |
| 12                 | 2019年10月20日     | 8.36       | [ 4 ] |
| 13                 | 2019年10月25日     | 8.70       | [ 4 ] |
| 14                 | 2019年10月26日     | 9.50       | [ 4 ] |
| 15                 | 2019年10月27日     | 10.10      | [ 4 ] |
| 16 （大結局）      | 2019年11月1日      | 11.1       | [ 4 ] |
| 平均收視率（16集） | 平均收視率（16集） | 7.58       | 1     |

^1  基於每集的平均觀眾份額。

## 外部連結
- MyDramaList上的劇情簡介 （页面存档备份，存于）（英文）
- 豆瓣电影上《地獄之音》的資料 （简体中文）